# Homonormativität
Homonormativität bezeichnet die Anpassung homosexueller Personen an Heteronormativität.
Der Begriff geht unter anderem auf Lisa Duggans Aufsatz The New Homonormativity: The Sexual Politics of Neoliberalism (2002) zurück. Duggan sieht Homonormativität als neoliberale Strategie, um sich in einen Status quo einzuordnen, bestehende Machtstrukturen zu bestätigen und so die politische Normalisierung homosexueller Lebensstile zu erreichen. Homosexuelle orientieren sich dabei an klassische Vorstellungen von Männlichkeit und Weiblichkeit und streben in ihren politischen Aktivitäten vor allem nach Idealen heterosexueller Lebensstile (Ehe, Kinder, Hausbesitz, Monogamie), anstatt gängige soziale Normen und Institutionen politisch herauszufordern und zu hinterfragen. Schwule und lesbische Lebensstile werden dabei, so Duggan, entpolitisiert und auf Privatsphäre und Konsum beschränkt. Duggan kritisiert, Homonormativität führte zur Auslöschung politischen Engagements, sobald die LGBT-Bewegung ihre vorrangigen Ziele der gleichgeschlechtlichen Ehe und der Möglichkeit, im Militär zu dienen, erreicht habe.
Jack Halberstam versteht unter dem Begriff auch die Abgrenzung schwuler und lesbischer Identitäten von und den Ausschluss von queeren Lebensstilen und Identitäten, die sich nicht in traditionelle Rollenbilder einordnen, die ihrem Körper je nach Geschlecht zugeordnet werden. Dies führe zur Marginalisierung anderer queeren Identitäten, z. B. Transgender, und zu einer Spaltung innerhalb der LGBT-Bewegung. Julia Serano kritisiert Homonormativität als Strategie der LGBT-Bewegung, durch den Ausschluss der „am meisten abweichenden“ den Anschein vermitteln zu wollen, sie seien abgesehen von ihrer sexuellen Orientierung „so wie alle anderen“.
Das Konzept hat Jasbir Puar in der Konzeptualisierung von Homonationalismus beeinflusst. Darin beschreibt sie die Instrumentalisierung von LGBT-Rechten für nationalistische Agenden und die Anpassung von LGBT-Personen daran.